# Just You and I
「Just You and I」（ジャスト・ユー・アンド・アイ）は、日本の元女性歌手、安室奈美恵の単独名義では47枚目のシングル。同年9月20日に翌年9月16日をもって引退することを発表したため、これが自身最後のシングルとなった。

## 解説
前作「Dear Diary/Fighter」からおよそ7か月ぶりにリリース。DVDには「Just You and I」のMusic Videoが収録されている。
表題曲である「Just You and I」は、日本テレビ系水曜ドラマ「母になる」の主題歌に書き下ろされた楽曲で、ストリングスとピアノが美しく重なり合うトラックに、優しくも芯のあるヴォーカルが響く多幸感溢れるミディアム・ナンバー。かけがえのない存在への深い愛情を綴った歌詞が、奥深いドラマの内容に寄り添う楽曲に仕上がっている。なお、安室がドラマ主題歌を手掛けるのは、44thシングル「Mint」以来となった。
「Strike A Pose」は本人出演のLcode「ReVIA」CMソング。

## チャート成績
6月12日付のオリコン週間シングルランキングで6位に初登場し、ソロデビューから数えて23年連続シングルTOP10入りを果たし自身が保つ、アーティスト歴代1位タイの記録を塗り替えた。

## 収録曲

### CD
1. Just You and I
作詞：MioFRANKY、Emyli
作曲 : Jenna Donnelly、Kiyohito Komatsu
日本テレビ系水曜ドラマ「母になる」主題歌
2. Strike A Pose
作詞：Kenzie（英語版）、TIGER
作曲：Lasse Lindorff、Fridolin Nordsoe Schjoldan
Lcode「ReVIA」CMソング
3. Just You and I -Instrumental-
4. Strike A Pose -Instrumental-

### DVD
1. Just You and I -Music Video-